# (33977) 2000 NY19
2000 NY19 (asteroide 33977) é um asteroide da cintura principal. Possui uma excentricidade de 0.18600690 e uma inclinação de 3.47264º.
Este asteroide foi descoberto no dia 5 de julho de 2000 por LONEOS em Anderson Mesa.